# Jobs (유닉스)
Unix 및 Linux와 유사한 운영 체제에서 작업 제어(job(s) control)는 특히 대화식으로 쉘(shell)에 의한 작업 제어를 의미한다. 여기서 작업(jobs)은 프로세스 그룹에 대한 쉘의 표현이다. 기본 작업 제어 기능은 작업/프로세스 그룹의 모든 프로세스를 일시 중단, 재개 또는 종료하는 것이다. 작업(job)에 신호를 보내 고급 기능을 수행할 수 있다. 작업 제어는 다중 처리로 인해 Unix에서 특히 관심을 끌며, 일반적으로 순차 실행(일괄 처리)에 적용되는 작업 제어와 구별되어야 한다.

## 유저 사용 예
우분투(ubuntu) 환경에서 git commit으로 nano에서 편집시 예기치 못한 상황으로 작업 종료되어 index.lock 에 걸린 경우의 예
> jobs
> [1]+  Stopped        git commit [작업 파일명]
백그라운드(back ground)된 작업번호( 여기서는 [1])를 확인후 포그라운드(fore ground)로 불러올수있다.
fg [작업 번호]
> fg 1

## 같이 보기
- ls (유닉스)